# Maluso
Maluso ist eine philippinische Stadtgemeinde in der Provinz Basilan. Sie hat 40.646 Einwohner (Zensus 1. August 2015).

## Baranggays
Maluso ist politisch unterteilt in 20 Baranggays.
| - Abong-Abong - Batungal - Calang Canas - Guanan North (Zone I) - Guanan South (Zone II) - Limbubong - Mahayahay Lower (Zone I) - Muslim Area - Port Holland Zone I Pob. (Up) - Port Holland Zone II Pob. | - Port Holland Zone III Pob. - Port Holland Zone IV (Lower) - Townsite (Pob.) - Taberlongan - Fuente Maluso - Tamuk - Tubigan - Mahayahay Upper (Zone II) - Port Holland Zone V - Upper Garlayan |